# Udo Rüterswörden
Udo Rüterswörden (* 20. März 1953 in Essen) ist ein evangelischer Theologe und war Hochschullehrer für Altes Testament an der Rheinischen Friedrich-Wilhelms-Universität Bonn.

## Leben
Das Studium (1971–1977) der Evangelischen Theologie, Germanistik und Altorientalistik in Bochum und Münster schloss er 1977 mit dem Fakultätsexamen ab. Nach der Promotion 1981 über „Die Beamten der israelitischen Königszeit“ an der Universität Bochum war er von 1983 bis 1996 wissenschaftlicher Mitarbeiter an der Gesenius-Arbeitsstelle an der Universität Kiel. Nach der Habilitation 1986 in Kiel mit einer Arbeit zum Verfassungskonzept des Deuteronomiums vertrat er 1996/1997 einen Lehrstuhl an der Universität München. Von 1997 bis 2000 war er Professor (C4) für Altes Testament an der Universität Leipzig. Seit dem 1. Oktober 2000 lehrte er als Professor für Altes Testament in Bonn. Zum 31. März 2019 trat er in den Ruhestand.
Seine Arbeitsschwerpunkte sind Urgeschichte der Genesis, Althebraistik, Prophetenforschung, Deuteronomium und Geschichte Israels.

## Schriften (Auswahl)
- Die Beamten der israelitischen Königszeit. Eine Studie zu śr und vergleichbaren Begriffen. Stuttgart 1985, ISBN 3-17-008819-X.
- Von der politischen Gemeinschaft zur Gemeinde. Studien zu Dt 16,18–18,22. Frankfurt am Main 1987, ISBN 3-610-09101-0.
- Dominium terrae. Studien zur Genese einer alttestamentlichen Vorstellung. Berlin 1993, ISBN 3-11-013948-0.
- Das Buch Deuteronomium, Biblischer Kommentar Altes Testament, Band V/3, Stuttgart 2006, ISBN 3-460-07051-X; Neukirchener Theologie, Vandenhoeck & Ruprecht, Göttingen 2012 und 2018.
- Schöpfung im Alten Testament. Ein Beitrag zum Darwin-Jahr, Seite 31–48, in: Hans-Christoph Goßmann und Reinhold Liebers (Hrsg.): Hebräische Sprache und Altes Testament. Jerusalemer Texte, Band 2, Nordhausen 2010.
- mit Stefan Beyerle und Axel Graupner (Hrsg.): Viele Wege zu dem Einen. Historische Bibelkritik - Die Vitalität der Glaubensüberlieferung in der Moderne, Biblisch-Theologische Studien, Band 121, Vandenhoeck & Ruprecht, Göttingen 2012, ISBN 978-3-7887-2537-2.
- Ist die Tora Gesetz? Biblisch-Theologische Studien, Band 167, Vandenhoeck & Ruprecht, Göttingen 2017, ISBN 978-3-7887-3127-4.